# PRW-17

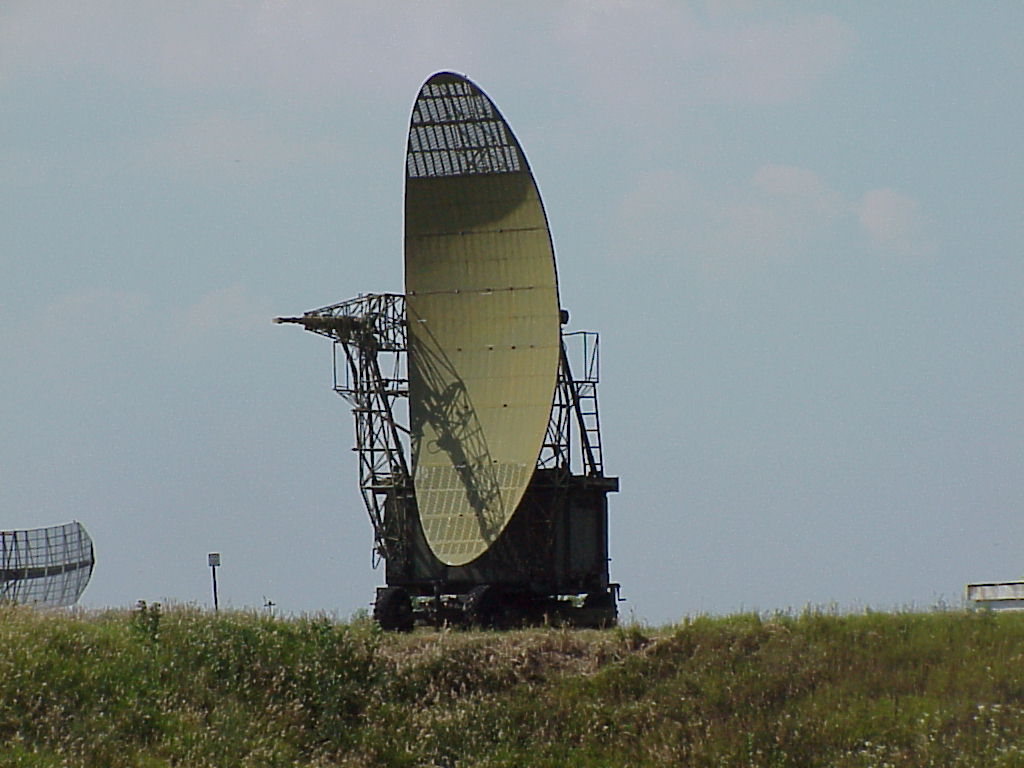
PRW-17 Stellung in der ehemaligen Funktechnischen Kompanie in Medina (Ungarn)

Der PRW-17 (NATO-Code: Odd Group) ist ein Höhensuchradar der Sowjetunion und wurde in den Staaten des Warschauer Paktes verwendet.
Das Radargerät besteht aus einer auf einer Lafette drehbaren Kabine mit den Antennen und der Sender-/Empfängerapparatur, dem Sichtgerätehänger mit dem SBZ-System und einem Aggregatehänger. Es war mit einer Koppelapparatur ausgestattet, die es erlaubte, synchron mit anderen Radargeräten zu arbeiten und die analogen Radardaten auf einem gemeinsamen Radarschirm darzustellen. Zwei bis vier PRW-17 wurden im Funkmesskomplex mit dem Radargerät Kabina 66 („Back Net“) eingesetzt.

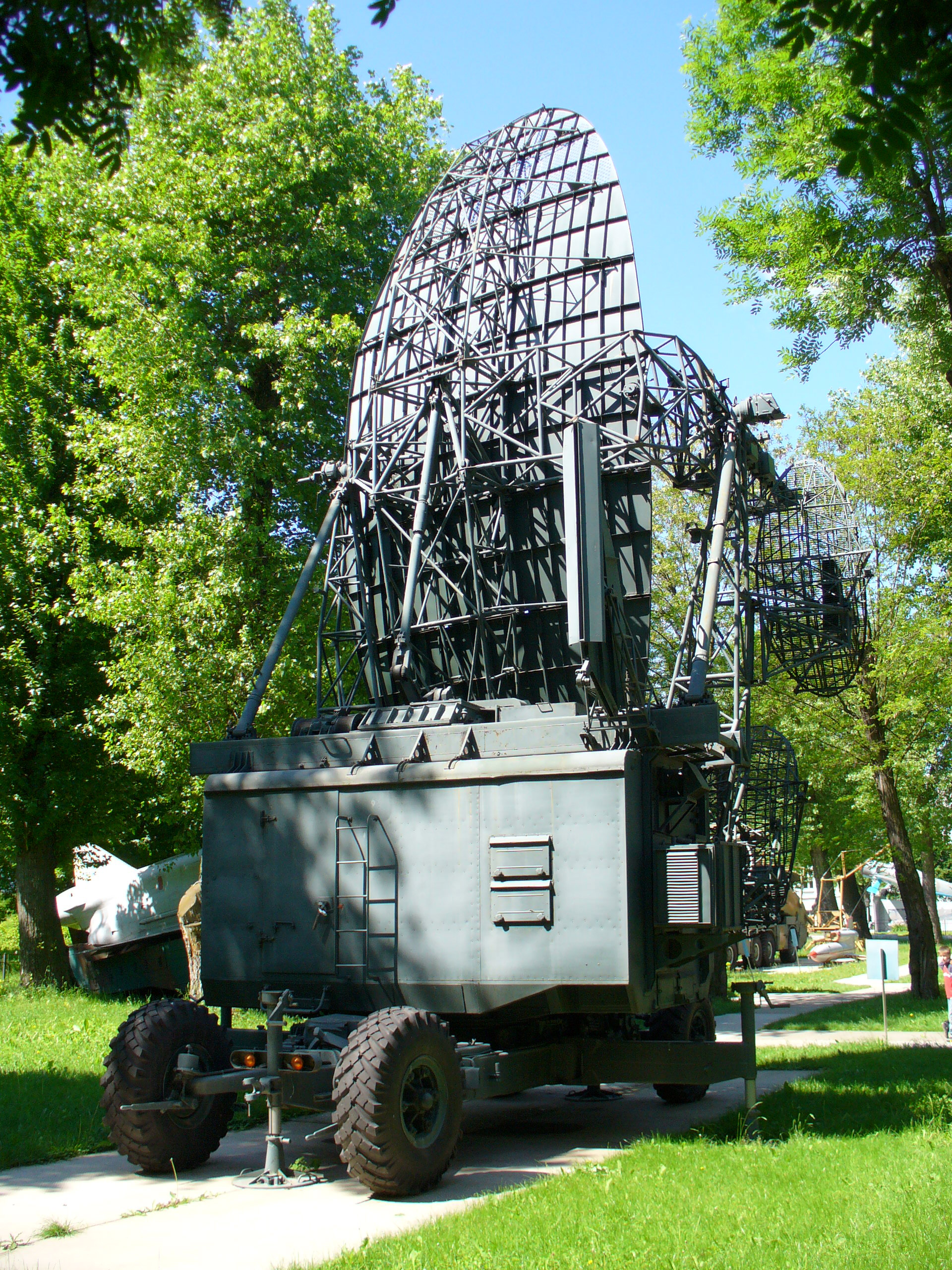
PRW-17 in der Ausstellung des ukrainischen Luftwaffenmuseums in Winnyzja

Der PRW-17 verwendete viele Baugruppen seines Vorgängers, des PRW-13 („Odd Pair“). Wichtiges äußeres Unterscheidungsmerkmal sind die drei Kompensationsantennen, von denen im Bild aus Medina aber nur die hintere zur Kompensation der Rückkeule aufgebaut wurde.
| Technische Daten PRW-17 „Odd Group“ | Technische Daten PRW-17 „Odd Group“ |
| ----------------------------------- | ----------------------------------- |
| Frequenzbereich                     | E-Band                              |
| Pulswiederholzeit                   |                                     |
| Pulswiederholfrequenz               | 182 … 1460 Hz                       |
| Sendezeit (PW)                      | 1,1 und 9 µs                        |
| Empfangszeit                        |                                     |
| Totzeit                             |                                     |
| Pulsleistung                        | > 2,5 MW                            |
| Durchschnittsleistung               | > 41 kW                             |
| angezeigte Entfernung               | 600 km                              |
| Entfernungsauflösung                | 1000 m                              |
| Öffnungswinkel                      | β: 2,5° ε:1,15°                     |
| Trefferzahl                         |                                     |
| Antennenumlaufzeit                  |                                     |